# الجرادیه
الجرادیة (به عربی: الجرادیة) یک منطقهٔ مسکونی در عربستان سعودی است که در استان جازان واقع شده‌است.